# パトリス・アバンダ
パトリス・アバンダ（Patrice Abanda Etong、1978年8月3日 - ）は、カメルーンの元サッカー選手。元カメルーン代表。ポジションはディフェンダー。

## 来歴
1995年11月に17歳でカメルーン代表デビュー。1996年以降、出場機会は無かったが、1998 FIFAワールドカップのメンバーにも選ばれた。
2000年には、U-23代表としてシドニーオリンピックに出場、優勝した。
2004年までに国際Aマッチ8試合に出場、1得点をあげた。

## 代表歴

### 出場大会
- カメルーン代表
  - 1998 FIFAワールドカップ

### 試合数
- 国際Aマッチ 8試合 1得点（1995年-2004年）[1]

| カメルーン代表 | 国際Aマッチ | 国際Aマッチ |
| 年             | 出場        | 得点        |
| -------------- | ----------- | ----------- |
| 1995           | 2           | 0           |
| 1996           | 0           | 0           |
| 1997           | 0           | 0           |
| 1998           | 0           | 0           |
| 1999           | 0           | 0           |
| 2000           | 4           | 1           |
| 2001           | 1           | 0           |
| 2002           | 0           | 0           |
| 2003           | 0           | 0           |
| 2004           | 1           | 0           |
| 通算           | 8           | 1           |